# Bastia (geslacht)
Bastia is een geslacht van hooiwagens uit de familie Sclerosomatidae.
De wetenschappelijke naam Bastia is voor het eerst geldig gepubliceerd door Roewer in 1910.

## Soorten
Bastia omvat de volgende 3 soorten:
- Bastia elegans
- Bastia guttata
- Bastia lineata